# Instytut Biopolimerów i Włókien Chemicznych
Sieć Badawcza Łukasiewicz – Instytut Biopolimerów i Włókien Chemicznych – jednostka naukowa prowadzącą działalność badawczo-rozwojową o charakterze interdyscyplinarnym, w dziedzinach takich jak: biopolimery, biomateriały, polimery i włókna syntetyczne, biotechnologia i nanotechnologia, przetwórstwo celulozowo-papiernicze oraz ochrona środowiska.
Instytut ma swoją siedzibę w Łodzi, przy. ul Skłodowskiej-Curie 19/27.

## Laboratoria
W Instytucie Biopolimerów i Włókien Chemicznych działają laboratoria, w tym pięć z nich jest akredytowanych przez Polskie Centrum Akredytacji. Laboratoria oferują usługi badawcze w zakresie oceny podatności materiałów polimerowych, wyrobów włókienniczych oraz biomasy na rozkład biologiczny, cech użytkowych i fizyko-mechanicznych wyrobów włókienniczych i medycznych, w dziedzinie badań mikrobiologicznych, włókien, tekstyliów, papieru i tektur, a także badania papieru, tektury, mas włóknistych i środków pomocniczych, stosowanych w przemyśle celulozowo-papierniczym oraz badania wód i ścieków, surowców i produktów na zawartość substancji szkodliwych i toksycznych, badania odpadów deponowanych na składowiskach.
- Laboratorium Biodegradacji
- Laboratorium Metrologiczne
- Laboratorium Mikrobiologiczne
- Laboratorium Jakości Papieru
- Laboratorium Ochrony Środowiska i Fizykochemii

## Zespoły
W Instytucie działają zespoły, które zajmują działalnością badawczo-rozwojową:
- Zespół Biometeriałów
- Zespół Kompozytów Keratynowych
- Zespół Biotechnologii Polimerów i Włókien
- Zespół Włókien z Polimerów Naturalnych
- Zespół Włókien Specjalnych
- Zespół Włókien Syntetycznych
- Zespół Syntezy Polimerów
- Zespół Celulozownictwa
- Zakład Certyfikacji Wyrobów Papierowych
- Zakład Doświadczalno – Produkcyjny Wytworów Kompozytowych
- Zakład Doświadczalno – Produkcyjny Przemysłu Maszynowego

## Czasopismo Fibres&Textiles in Eastern Europe
Instytut wydaje angielskojęzyczne czasopismo naukowe Fibres & Textiles in Eastern Europe (FTEE), poświęcone problemom naukowym i aplikacyjnym obejmującym szeroko pojęte dziedziny wytwarzania i przetwarzania polimerów włóknotwórczych, w tym biopolimerów, włókien, wyrobów włókienniczych (jak tkaniny, dzianiny i włókniny) oraz włóknistych (jak np. papier, tektura). Szczególną uwagę poświęca się zagadnieniom bio- i nanotechnologii, biodegradacji oraz ochronie środowiska. W czasopiśmie publikowane są również materiały obejmujące ogólne zagadnienia, związane z włókiennictwem, aspektami ekonomicznymi, w tym z integracją europejską oraz informacje o światowych osiągnięciach sztuki włókna oraz o konferencjach i sympozjach związanych z problematyką czasopisma.
Czasopismo indeksowane jest na liście filadelfijskiej i w bazie naukowej IC Journals Master List; od 2001 roku posiada Impact Factor (IF), natomiast od 2009 Index Copernicus (ICV).

## Dyrektorzy Instytutu w latach 1952–2019
- 1952-1955 – inż. Eugeniusz Idzikowski, Gorzów i Irena Jansen, Łódź
- 1955-1960 – mgr inż. Bogdan Czekaluk
- 1960-1965 – mgr inż. Wacław Sopiela
- 1965-1974 – dr inż. Włodzimierz Wroński
- 1974-1986 – dr inż. Henryk Pstrocki
- 1987-2002 – mgr inż. Alojzy Urbanowski
- 2002-2005 – prof. dr hab. inż. Henryk Struszczyk
- 2005-2017 – dr hab. inż. Danuta Ciechańska
- 2017- obecnie – dr Radosław Dziuba